# Halvleder-mikrochip
 For alternative betydninger, se Chip.
En halvleder-mikrochip eller halvlederbrik (kortere mikrochip, chip; engelsk: Die) er indenfor halvlederteknologi betegnelsen for selve halvlederkomponenten uden hus. En halvlederskive skæres med en diamant og brækkes op til de små halvleder-mikrochips efter endt forarbejdning (bl.a. litografi dotering, metalisering...).
Mange halvlederkomponenter er baseret på silicium og deres chips eller brikker kan så kaldes silicium-chips eller siliciumbrikker.
En halvleder-mikrochip kan f.eks. være forarbejdet til:
- halvlederdiode
  - lysdiode
- transistor
- integreret kredsløb
  - EPROM
  - microprocessor
  - mikrocontroller